# Хосе Легра
Хосе Адольфо Легра Утрія, або Хосе Легра (ісп. José Adolfo Legrá Utría; 19 березня 1943) — колишній кубинсько-іспанський професійний боксер.
Чемпіон світу у напівлегкій вазі за версією WBC (24.07.1968—21.01.1969; 16.12.1972—05.05.1973).

## Спортивна кар'єра
Народився і виріс на Кубі. Займався любительським боксом. У професійному боксі дебютував 16 лютого 1960 року, перемігши Педро Пінеру. Всього на Кубі провів 11 професійних боїв. Після перемоги кубинської революції і подальшої заборони професійного боксу, тимчасово перебрався до Мексики, де продовжив боксерську кар'єру. З 1963 року мешкає в Іспанії.
Першого значного успіху досяг у 1967 році, виборовши вакантний титул чемпіона Європи (англ. EBU European Featherweight Title) у напівлегкій вазі, перемігши технічним нокаутом представника Франції Іва Демаре.
24 липня 1968 року у Портковлі (Уельс) провів бій за звання чемпіона світу у напівлегкій вазі за версією WBC проти валійця Говарда Вінстона, у якому переміг технічним нокаутом. У січні наступного року у Кенсінгтоні здійснював перший захист свого титулу, але втратив чемпіонське звання, програвши австралійцеві Джонні Фамешону.
У червні 1970 року в Мадриді вдруге завоював титул чемпіона Європи, перемігши італійця Томмазо Галлі. Протягом 1971—1972 років п'ять разів захищав чемпіонський титул.
16 грудня 1972 року у Монтерреї (Мексика) технічним нокаутом над Клементе Санчесом здобув пояс чемпіона світу у напівлегкій вазі за версією WBC. У травні наступного року втратив чемпіонське звання, поступившись Едеру Жофрі.